# Radu Stanca Nationaltheater
Das Radu Stanca Nationaltheater (rumänisch Teatrul Național Radu Stanca) in Herrmannstadt ist das älteste Theater Rumäniens. Aufführungen finden in rumänischer und deutscher Sprache statt.

## Geschichte
Herrmannstadt hatte schon im 18. Jahrhundert ein reges Theaterleben, denn schon seit 1752 wurde die Stadt von reisenden Komödiantentruppen besucht. Gertraut Bodenburgerin, die den Spitznamen „Frau Neuber von Siebenbürgen“ trug, kam 1761 in die Stadt und blieb bis 1766 hier. Die Theateraufführungen fanden in hölzernen Buden oder im großen Saal über der Metzgereihalle auf dem Kleinen Platz und im Blauen Haus auf dem Großen Platz statt. 
Im Jahr 1788 ließ Martin von Hochmeister den Dicken Turm, einen Teil der mittelalterlichen Stadtmauer, für Aufführungszwecke umbauen und initiierte so das deutschsprachige Theaterleben in Hermannstadt. Am 1. Juni 1788 wurde das Theater mit dem Prolog „Thaliens Opferweihe“ vom Theaterdirektor Christof L. Seipp und dem Stück „Die komische Familie“ von Johann Karl Wezel eingeweiht. In den folgenden Jahren fanden die Werke von Autoren wie Shakespeare und Molière oder von führenden Vertretern der deutschen Romantik in Hermannstadt ein begeistertes Publikum. Nach einem Brand im Jahr 1826 nahm das Theater bald wieder seine Tätigkeit auf.
Das Theater war zunächst ausschließlich deutschsprachig, bis 1868 die Truppe von Mihail Pascaly in Hermannstadt zum ersten Mal in rumänischer Sprache auftrat. Bei einer Aufführung eines Stücks von Vasile Alecsandri wirkte der junge Mihai Eminescu mit. Der Erfolg der Aufführung war so groß, dass andere rumänische Theatergruppen, wie die Truppe von Tardini-Vlădicescu oder die von Matei Millo, vor dem Herrmannstädter Publikum auftreten konnten.
Ab 1919 kümmerte sich der neu gegründete Herrmannstädter Deutsche Theaterverein sowohl um das Amateur- als auch um das Berufstheater. Ein weiterer Brand im Jahr 1949 verursachte jedoch so große Schäden, dass das Theater in die heutigen Räumlichkeiten verlegt werden musste, die zuvor als Kino genutzt worden waren. Für die Wiederbelebung des Theaters engagierte sich besonders Radu Stanca, dessen Name das Theater heute trägt.
Am 17. November 1956 wurde die Deutsche Abteilung des Staatstheaters Sibiu gegründet. Die erste Vorstellung fand am 27. November statt, aufgeführt wurde das Stück „Mutter Courage und ihre Kinder“ von Bertolt Brecht.
Das 1993 ins Leben gerufene Internationale Theaterfestival von Sibiu ist mittlerweile zum wichtigsten Treffen der darstellenden Künste in Mittel- und Osteuropa geworden und konkurriert heute mit dem Festival von Avignon und dem Edinburgh Festival Fringe.